# 柴芝红
柴芝红，中华人民共和国政治人物、全国脱贫攻坚先进个人。

## 生平
柴芝红任台州市立医院妇科副主任、妇儿党支部书记。因在脱贫攻坚战中作出突出贡献，2021年2月25日全国脱贫攻坚总结表彰大会上，柴芝红被授予“全国脱贫攻坚先进个人”。